# Tanzanycteris mannardi
Tanzanycteris mannardi — викопний вид рукокрилих, який складає монотипову родину Tanzanycterididae. Вид описаний у 2003 році зі скам'янілостей знайдених на плато Махенге у Танзанії. Скам'янілості датуються еоценом. Голотип (TNM MP-207) складається з часткового скелету (частина черепа, осьовий скелет крижів, частина лівої і правої плечових кісток).